# Francisco Rivera Pérez

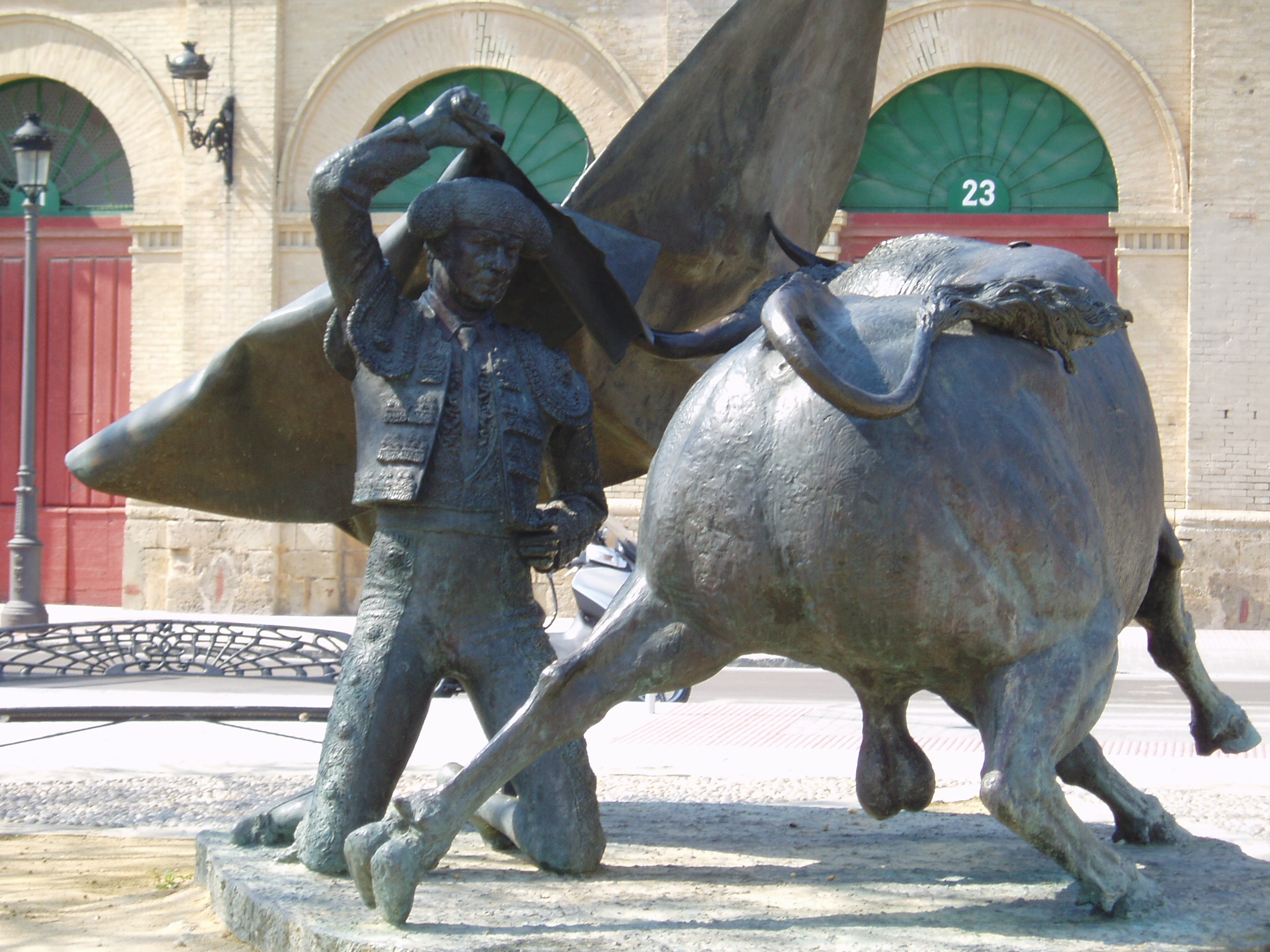
Statue Pérez’ in El Puerto de Santa María

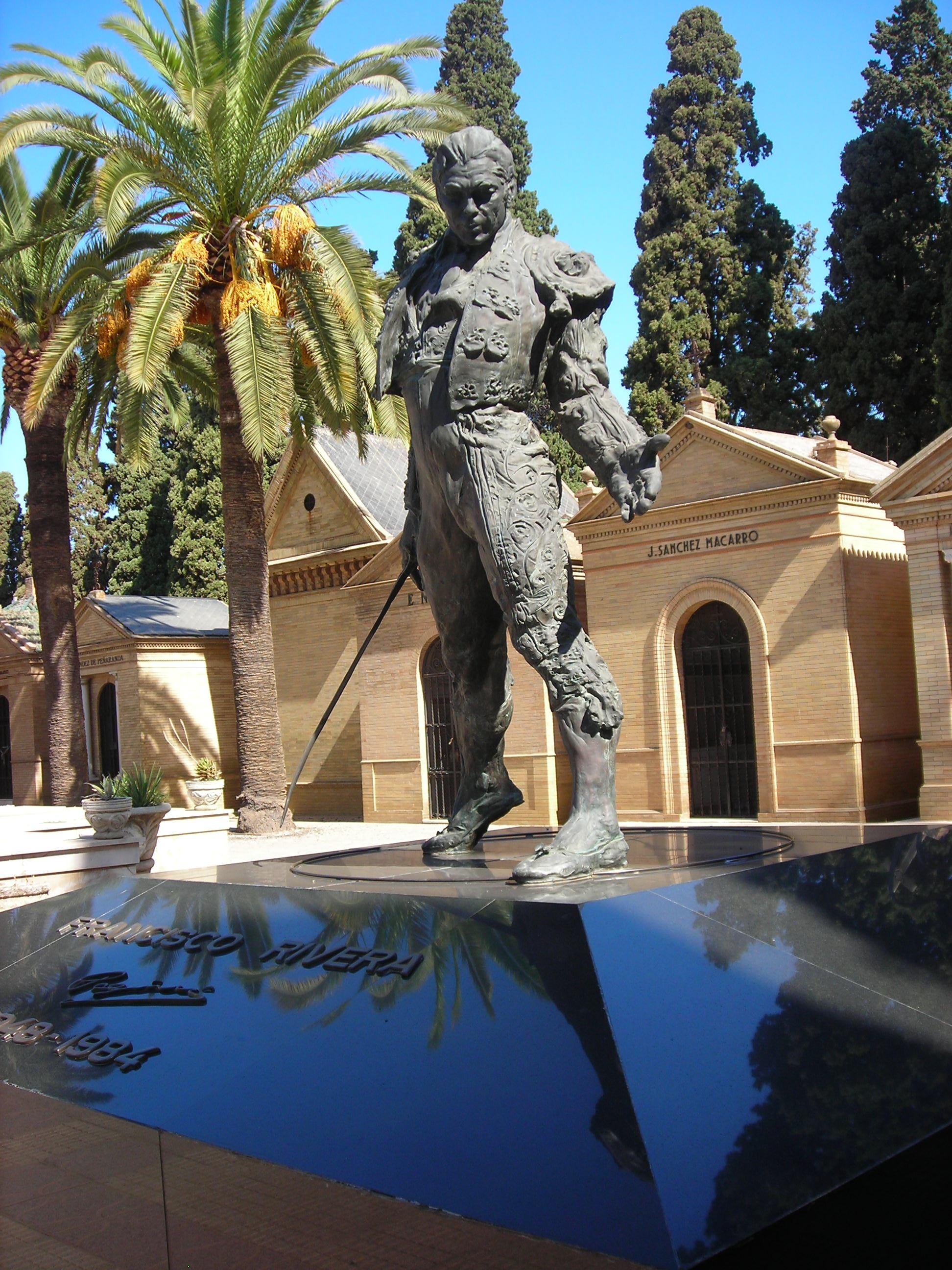
Grabmal in Sevilla

Francisco Rivera Pérez (* 4. März 1948 in Zahara de los Atunes, Provinz Cádiz; † 26. September 1984 in Pozoblanco, Provinz Córdoba), genannt Paquirri, war ein spanischer Torero.

## Leben
Er stammte aus einer Stierkämpferfamilie und wuchs in Barbate, Provinz Cádiz, auf. Sein Vater war der weniger bekannte Novillero Antonio Rivera Alvarado (1920–2009). Sein Bruder Jóse Rivera wurde ebenfalls Matador, wie später auch seine Söhne Francisco und Cayetano.
Sein Debüt als Novillero hatte er 1962 im Alter von 14 Jahren. Die Beförderung zum Matador de Toros, die Alternativa, erfolgte am 11. August 1966 in der Stierkampfarena in Barcelona. Die feierliche Bestätigung dieser Beförderung, die confirmación, erfolgte am 18. Mai 1967 in der wichtigsten Stierkampfarena Spaniens, in der Arena Las Ventas in Madrid. In den 1970er und 1980er Jahren wurde er neben „El Cordobés“ Manuel Benítez Pérez zum Publikumsmagneten. In manchen Jahren kämpfte er bei bis zu 90 Corridas. In knapp zwanzig Jahren tötete der Andalusier rund 2000 Kampfstiere.
Am 30. April 1983 heiratete er die spanische Sängerin Isabel Pantoja.
Am 26. September 1984 starb Pérez infolge eines Unfalls während eines Stierkampfes. In der kleinen Stierkampfarena von Pozoblanco (Provinz Córdoba) wurde er zu Beginn des Kampfes von dem Stier Avispado (der Gewitzte) heftig am rechten Oberschenkel getroffen. Hierbei wurde insbesondere die Femoralarterie verletzt. In der unzureichend ausgerüsteten Krankenstation der kleinen Stierkampfarena war man auf eine solche Verletzung nicht vorbereitet. Noch in der Krankenstation redete er mit den umstehenden Ärzten und Betreuern.
In einem kleinen Krankenwagen versuchte man, Pérez in das mehrere Stunden entfernte Militärhospital von Córdoba zu bringen, er starb jedoch auf dem Weg dorthin an einem Herzstillstand. Er gilt daher als der erste berühmte Stierkämpfer, der nicht unmittelbar von einem Stier getötet wurde.
Francisco Rivera Pérez wurde auf dem Friedhof San Fernando in Sevilla beigesetzt.